# نیروی هوایی السالوادور
نیروی هوایی السالوادور (به اسپانیایی: Fuerza Aérea Salvadoreña) به اختصار FAS، شاخه هوایی زیرمجموعه نیروهای مسلح السالوادور است.

## تاریخچه اولیه
نیروی هوایی ارتش سالوادور(اسپانیایی: Fuerza Aérea de El Salvador, به اختصار FAS) در ۲۰ مارس ۱۹۲۳ ودر زمانی که علاقه زیادی به هوانوردی در السالوادور وجود داشت، تشکیل شد. در سال ۱۹۴۷، پس از امضای معاهده ریو (که یک معاهده دفاعی متقابل بین کشورهای قاره آمریکا از جمله ایالات متحده آمریکا بود)، ایالات متحده انتقال هواپیما به السالوادور را افزایش داد.

## عملیات اخیر

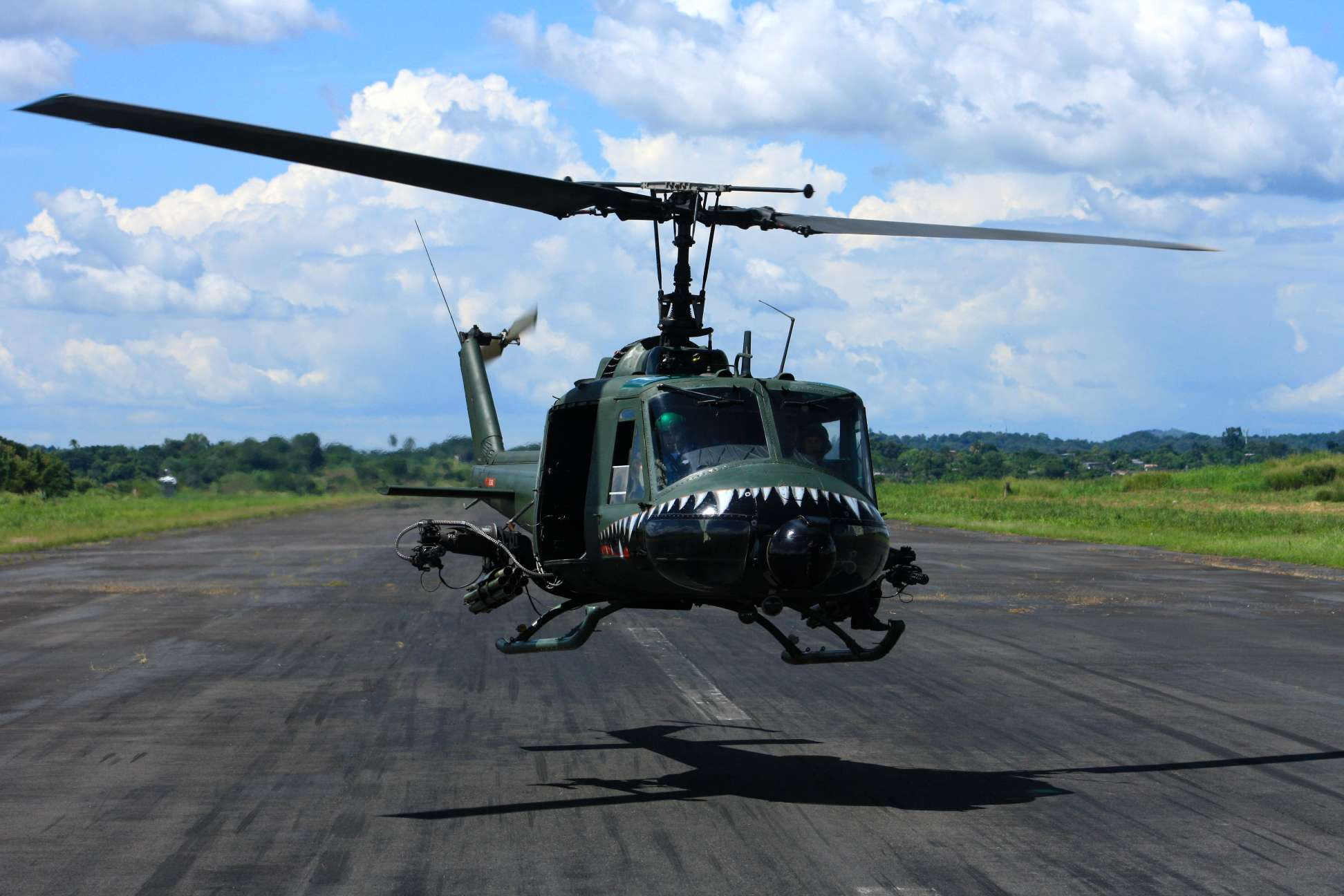
بل یواچ-۱ ایروکوای متعلق به نیروی هوایی السالوادور

نیروی هوایی السالوادور برای اولین بار در سال ۱۹۶۹ در جنگ فوتبال علیه هندوراس اقدامات عملیاتی انجام داد، که مجهز هواپیماهای اف۴یو کُرسر و  پی-۵۱ بود.
از اواخر دهه ۱۹۷۰، عملیات‌های چریکی مجزا به سرعت تبدیل به یک جنگ داخلی شد.
کمک ایالات متحده به السالوادور در سال ۱۹۸۰ شامل شش فروند بالگرد یواچ-۱اچ و چهار فروند دیگر در سال ۱۹۸۱ بود. نیروی هوایی السالوادور از این بالگردها در عملیات پشتیبانی هوایی استفاده می‌نمود. در سری‌های بعدی از تحویل بالگرد مذکور، تعداد ناوگان یواچ-۱اچ را به ۴۰ فروند رساند. از فوریه ۱۹۸۲ به بعد، ایالات متحده هشت فروند ای-۳۷ بی دراگون‌فلای، ۱۲ فروند یواچ-۱اچ، چهار او-۲ ای و سه فروند سی-۱۲۳ کی را به آن نیرو تحویل داد. در ۶ می ۲۰۱۳، در جشن ۱۸۹ مین سالگرد نیروهای مسلح السالوادور، دولت السالوادور از خرید برنامه‌ریزی شده ۱۰ فروند هواپیمای ای-۳۷ از شیلی خبر داد.

## تجهیزات

### ناوگان فعلی

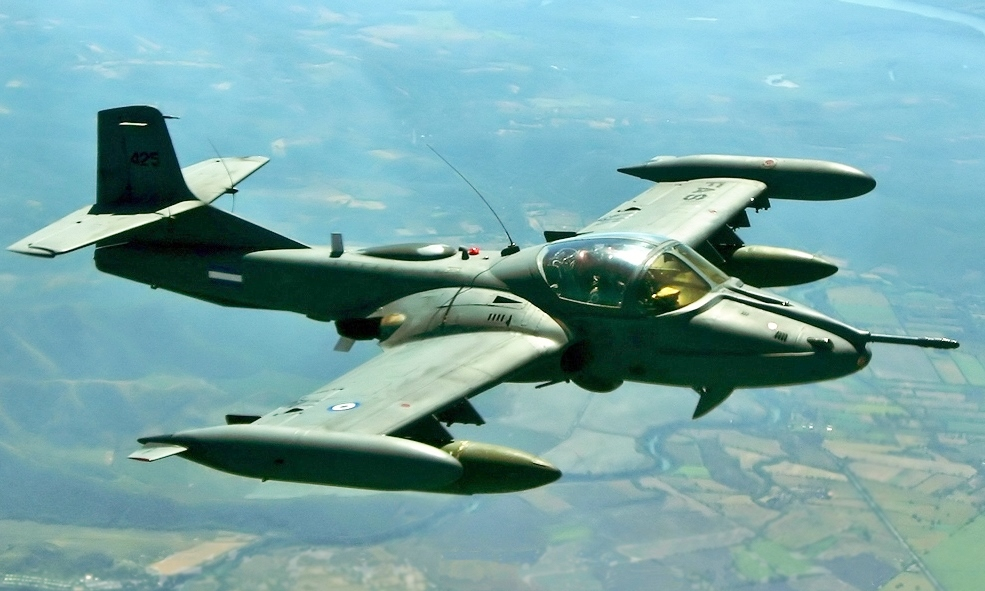
یک فروند ای-۳۷ دراگون‌فلای نیروی هوایی السالوادور در حال پرواز بر فرار مکزیک

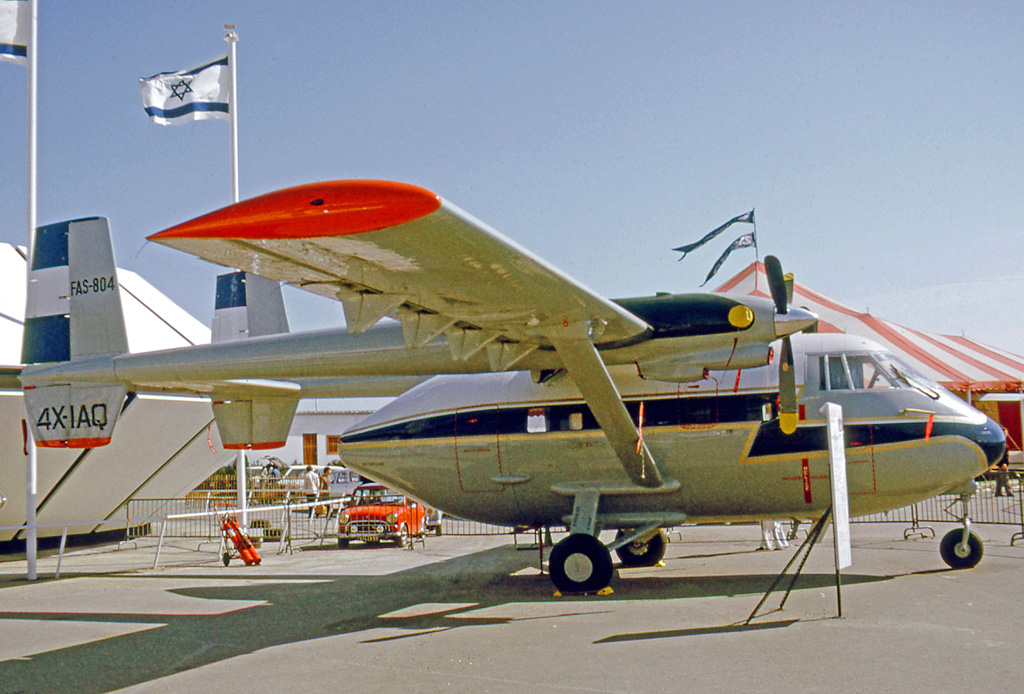
آی‌ای‌آی آراوا ۲۰۱ متعلق به نیروی هوایی السالوادور در سال ۱۹۷۵

| هواگرد          | مبدا ساخت           | ماموریت       | گونه            | تعداد در حال خدمت | توضیحات                                                           |             |
| هواگرد جنگی     | هواگرد جنگی         | هواگرد جنگی   | هواگرد جنگی     | هواگرد جنگی       | هواگرد جنگی                                                       | هواگرد جنگی |
| --------------- | ------------------- | ------------- | --------------- | ----------------- | ----------------------------------------------------------------- | ----------- |
| سسنا ای-۳۷      | ایالات متحده آمریکا | تهاجمی        |                 | ۱۳                |                                                                   |             |
| ترابری          |                     |               |                 |                   |                                                                   |             |
| سسنا ۲۰۸ کاروان | ایالات متحده آمریکا | ترابری        | بی ئی‌ایکس       | ۱                 |                                                                   |             |
| آی‌ای‌آی آراوا    | اسرائیل             | ترابری        |                 | ۳                 |                                                                   |             |
| بالگردها        |                     |               |                 |                   |                                                                   |             |
| بل ۴۱۲          | ایالات متحده آمریکا | چندمنظوره     |                 | ۳                 |                                                                   |             |
| بل یواچ-۱       | ایالات متحده آمریکا | چندمنظوره     | بل یواچ-۱ اچ/ام | ۱۳                | ۱ فروند در سال ۲۰۲۴ سقوط کرد                                      |             |
| هیوز ۲۶۹        | ایالات متحده آمریکا | چندمنظوره سبک |                 | ۵                 | ۱ فروند برای آموزش مورد استفاده قرار می‌گیرد                       |             |
| ام‌دی ۵۰۰ دیفندر | ایالات متحده آمریکا | چندمنظوره سبک | ۵۰۰ئی/۵۳۰اف     | ۷                 | در ابتدا ۱۲ فروند توسط ایالات متحده آمریکا در سال ۲۰۲۱ اهدا شدند. |             |
| آموزشی          |                     |               |                 |                   |                                                                   |             |
| تی-۳۵ پیلان     | شیلی                | آموزشی        |                 | ۲                 |                                                                   |             |
| اس‌آر۲۲          | ایالات متحده آمریکا | آموزشی        |                 | ۲                 |                                                                   |             |

### هواگردهای بازنشسته شده

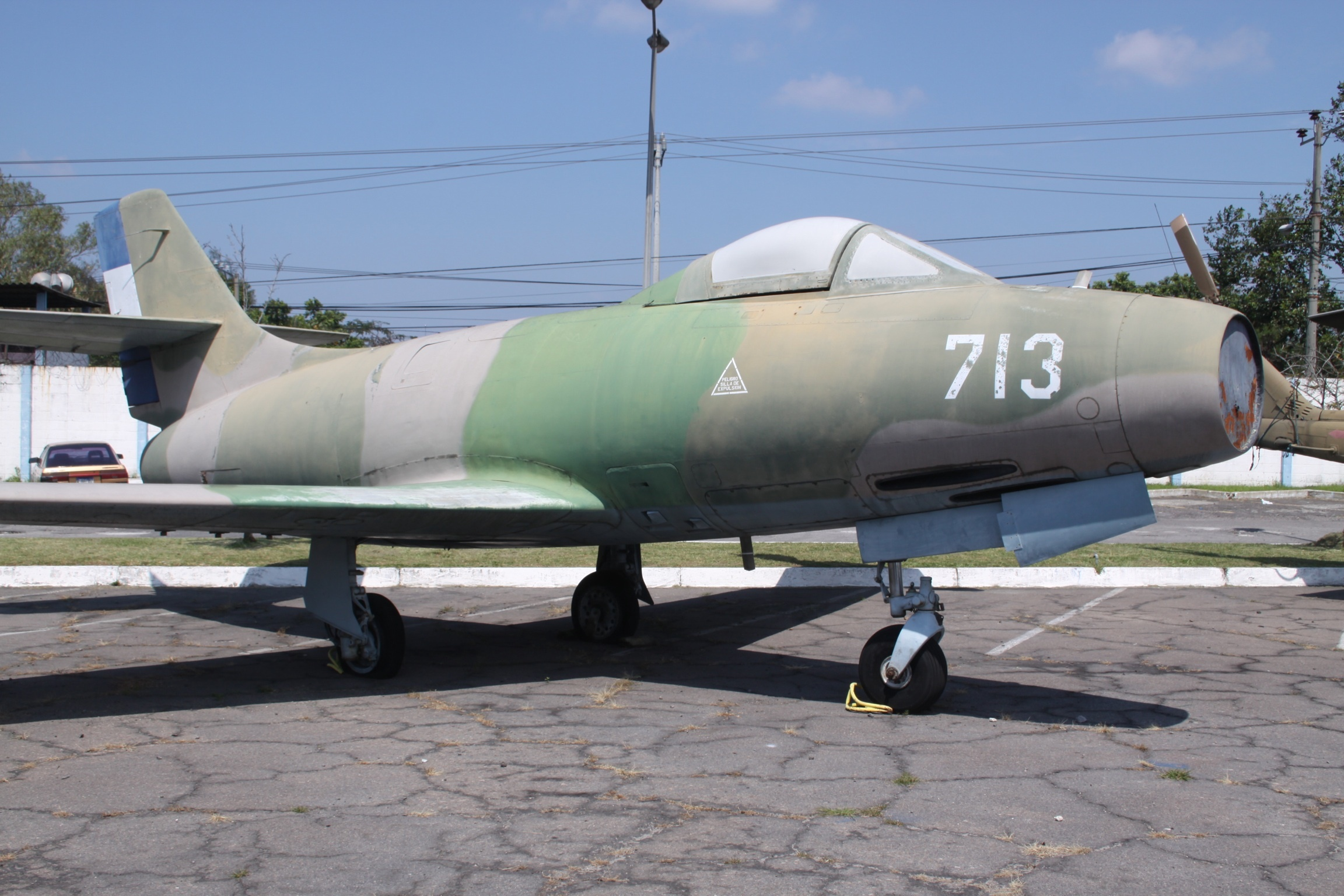
داسو اوراگان که سابقاً در خدمت نیروی هوایی السالوادور بود

از مهم‌ترین هواگردهای که سابقاً در خدمت نیروی هوایی السالوادور بود می‌توان به موارد ذیل اشاره داشت:
- داسو اوراگان
- سی‌ام. ۱۷۰ مجیستر
- سسنا او-۲ اسکای‌مستر
- داگلاس ای‌سی-۴۷ اسپوکی
- سوکوتا آر۲۳۵ گِریر
- هیوز ۳۰۰ سی[۸]